# Affricata postalveolare sorda
L'affricata postalveolare sorda è una consonante affricata presente in molte lingue, che in base all'alfabeto fonetico internazionale è rappresentata con la sequenza t͡ʃ (in passato, con la legatura ʧ). 
Nella lingua italiana tale fono, detto anche C dolce, è reso ortograficamente con la lettera ⟨c⟩ seguita dalle vocali  e, i, oppure col digramma ⟨ci⟩ seguito dalle vocali a, o, u. Corrisponde alla c di amici.

## Caratteristiche
L'affricata postalveolare sorda presenta le seguenti caratteristiche:
- il suo modo di articolazione è affricato, perché questo fono è dovuto alla sequenza di una fase occlusiva e di una fase fricativa;
- il suo luogo di articolazione è postalveolare, perché per produrre tale suono occorre appoggiare la lingua al di là degli alveoli;
- è una consonante sorda, in quanto viene prodotta senza l'ausilio delle corde vocali.

## Altre lingue

### Catalano e basco
Nelle lingue catalana e basca, corrisponde al digramma  ⟨tx⟩.

### Francese
Nella lingua francese tale fono è reso con la grafia ⟨tch⟩, ma è presente solo in parole straniere:
- tchao /t͡ʃaˈo/.

### Friulano
Nella lingua friulana il fono è reso: con il grafema ⟨ç⟩, cioè una c con cediglia, sempre in fine di parola, e davanti ad a, o, u:
- glaç "ghiaccio"
- çate "zampa"
- çontefûr "attraverso" [t͡ʃɔŋtɛfʊːr]
- çuet "zoppo"

È reso anche con il grafema ⟨c⟩ di fronte a e ed i:
- ciale "cicala", un'eccezione in cui il suono è reso con ⟨ci⟩ (invece di ⟨ç⟩) davanti ad a
- cenzi "circondare, accerchiare" [t͡ʃɛnd͡ʒi]
- cidin "silenzio, silenzioso"

### Inglese
Nella lingua inglese tale fono è reso con i grafemi ⟨ch⟩ (che comunque può indicare anche altri suoni) o ⟨tch⟩. Si noti che il primo, in italiano, è invece riservato alla "c dura" (occlusiva velare sorda). Un esempio inglese è:
- such "tale" /ˈsʌt͡ʃ/ ascoltaⓘ

### Lingue slave e baltiche
Nelle lingue slave che utilizzano l'alfabeto latino (ceco, slovacco sloveno, croato ma non il polacco che non possiede questo suono, sostituito da un'affricata retroflessa sorda), tale fono è sempre reso con la lettera ⟨č⟩. La lettera ⟨č⟩ è analogamente utilizzata nelle lingue baltiche (ossia lettone e lituano).
In alcune delle lingue slave che utilizzano l'alfabeto cirillico (bielorusso, ucraino, bulgaro, serbo), tale fono è sempre reso con la lettera ⟨ч⟩

### Spagnolo
Nella lingua spagnola (castigliano) il fono [t͡ʃ] è reso col digramma ⟨ch⟩:
- chafar "disordine, confusione" [t͡ʃaˈfar]

### Tedesco
Nella lingua tedesca è rappresentata da un insieme di quattro lettere ⟨tsch⟩:
- Deutschland "Germania" /'dɔʏ̯t͡ʃˌlant/
- Tschüss "arrivederci" /t͡ʃʏs/

### Ungherese
Nella lingua ungherese è rappresentata col digramma ⟨cs⟩.

### Turco
Nella lingua turca è rappresentata con ⟨ç⟩.

### Esperanto
In esperanto è rappresentata dal grafema ⟨ĉ⟩.